# Pandemia de COVID-19 în Țările de Jos
Pandemia de coronavirus COVID-19 din Țările de Jos face parte din pandemia în curs de desfășurare a bolii coronavirus 2019 (COVID-19) cauzată de sindromul respirator acut sever coronavirus 2 (SARS-CoV-2). S-a confirmat că virusul s-a răspândit în Țările de Jos la 27 februarie 2020, când a fost confirmat primul său caz de COVID-19 la Tilburg. A implicat un olandez în vârstă de 56 de ani care sosise în Olanda din Italia, unde pandemia de COVID-19 părea să pătrundă în Europa. La 31 ianuarie 2021, erau 978.475 de cazuri confirmate de infecții și 13.998 de decese confirmate. Primul deces a avut loc la 6 martie 2020, când un pacient în vârstă de 86 de ani a murit la Rotterdam.
La sfatul echipei de management al focarelor (OMT), sub supravegherea virologului și infectiologului Jaap van Dissel, al treilea Guvern al lui Mark Rutte a luat măsuri pentru sănătatea publică pentru a preveni răspândirea acestei boli virale, inclusiv „blocarea inteligentă”. Strategia guvernamentală privind controlul pandemiei a fost criticată pentru refuzul de a recunoaște rolul răspândirii asimptomatice și rolul măștilor în prevenirea răspândirii, precum și pentru lipsa capacității de testare, în special în timpul prima jumătate a anului 2020. În martie 2020, prim-ministrul Mark Rutte a cerut imunitatea de turmă ca metodă importantă de a opri pandemia.
La 23 ianuarie 2021, pe măsură ce guvernul a impus o oră 21:00 la nivel național, în contextul apariției variantei britanice, cele mai grave revolte din ultimii 40 de ani au izbucnit în toată țara.
În noiembrie 2021, aproximativ 84% din populația adultă olandeză este vaccinată cu schema completă. Cu toate acestea, Olanda va introduce noi restricții iar numărul cazurilor noi de infectare este în creștere. În spitalele olandeze erau 1.200 pacienți COVID-19, cei mai mulți în ultimele cinci luni. Începând cu 6 noiembrie 2021, obligația măștii de protecție a fost (din nou) introdusă pentru spațiile publice interioare, magazine, biblioteci și parcuri de distracții, gări și peroane și stații de tramvai și autobuz, în aeroporturi și în avioane, atunci când se deplasează în învățământul și universități și atunci când se desfășoară profesii de contact acolo unde este necesar (atât pentru client, cât și pentru furnizorul de servicii).
Premierul olandez Mark Rutte a anunțat pe 12 noiembrie 2021 reintroducerea unor restricții antiepidemice timp de cel puțin trei săptămâni pentru a face față creșterii la niveluri record a numărului cazurilor de COVID-19. S-au înregistrat 16.364 de noi cazuri de COVID-19 la 12 noiembrie. Persoanele nevaccinate au reprezentat 69% din cazurile de la ATI și 55% din internări, dar scăderea eficacității vaccinurilor este descrisă de experții sanitari drept o cauză a înmulțirii infectărilor, astfel va începe o campanie de administrare a celei de-a treia doze.
Pentru persoanele cu vârsta de peste 80 de ani și pentru personalul medical cu contact direct cu pacienții, din decembrie 2021 a fost pusă la dispoziție o vaccinare suplimentară ("rapel shot").

## Statistici
Graficul de mai jos arată evoluția numărului de infecții raportate zilnic, spitalizări și decese. Pentru că s-au făcut puține teste în primul val (începutul anului 2020), numărul de infectări raportate în acea perioadă reprezintă un indicator slab al răspândirii virusului. Cifrele sunt publicate zilnic la ora 15:15 de către RIVM.
|  | Graficele sunt indisponibile din cauza unor probleme tehnice. Mai multe informații se găsesc la Phabricator și la wiki-ul MediaWiki. |

|  | Graficele sunt indisponibile din cauza unor probleme tehnice. Mai multe informații se găsesc la Phabricator și la wiki-ul MediaWiki. |

## Proteste
La 19 noiembrie 2021, din cauza noilor măsuri împotriva Covid-19 (o blocare parțială de trei săptămâni), au avut loc proteste violente la Rotterdam. Poliția  a împușcat și rănit cel puțin două persoane. În total, șapte persoane au fost rănite și cel puțin 20 au fost arestate. Protestatarii au incendiat mașini și au aruncat cu pietre în poliția olandeză în centrul orașului.